# Germanodactylidae
Los germanodactílidos (Germanodactylidae) son una familia de pterosaurios dentro del suborden Pterodactyloidea. Aunque su situación exacta y sus miembros son materias de  controversia, recientes estudios han sugerido que contiene tres géneros: Germanodactylus, Normannognathus y Tendaguripterus. Otros análisis los han situado dentro del clado mayor Dsungaripteroidea, aunque también han sido encontrados como miembros de la superfamilia Ctenochasmatoidea.